# The Overtones
The Overtones sind eine britische Doo-Wop-Boygroup aus London. 

## Geschichte
Die ursprünglichen vier Mitglieder hatten schon vor ihrer Entdeckung zusammen eine Mischung aus der Doo-Wop-Musik der 1950er Jahre, gemischt mit moderner Popmusik und Contemporary R&B, aufgeführt. Später nahmen sie noch Lachie Chapman auf, der ihren Musikgeschmack teilte. Nach einer Idee von Darren Everest gründeten die fünf eine Malerei- und Dekorationsfirma, sodass sie während ihrer Pausen zusammen üben konnten. Sie wurden von einem Talentscout entdeckt, als sie während einer Arbeitspause beim Dekorieren eines Geschäftes in London sangen.
Die Gruppe erhielt einen Vertrag über mehrere Alben mit Warner Bros. Records. Ihr Debütalbum, The Good Ol’ Fashioned Love, enthält von den Mitgliedern geschriebene Stücke, unter anderem ihre erste Single Gambling Man und Say What I Feel. Es stieg im November 2010 auf Platz 16 in die UK-Albumcharts ein, nach der Wiederveröffentlichung des Albums im März 2011 erreichte es Platz 4. Die Gruppe wurde in Großbritannien durch eine Reihe öffentlicher Auftritte bekannt, so zum Beispiel als Vorband von Peter André und in der Saturday Night Show im britischen Fernsehen. In Deutschland steigerte ein Spot für den Fernsehsender RTL Nitro den Bekanntheitsgrad der Gruppe.
Sänger Timmy Matley starb im April 2018 im Alter von 36 Jahren. Lachie Chapman verließ die Band auf eigenen Wunsch im Mai 2019.   Die aktuellen Gruppenmitglieder sind Mike Crawshaw, Darren Everest, Mark Franks und Jay James.

## Diskografie

### Alben
- 2010: Good Ol’ Fashioned Love (in England/Irland)
- 2012: Gambling Man (in Deutschland/Österreich)
- 2012: Higher
- 2013: Saturday Night at the Movies
- 2015: Sweet Soul Music
- 2015: Good Ol’ Fashioned Christmas
- 2018: The Overtones

### EPs
- 2017: Happy Days
- 2019: Christmas

### Singles
- 2010: Gambling Man
- 2010: The Longest Time
- 2010: Second Last Chance
- 2012: Say What I Feel
- 2012: Loving the Sound
- 2013: Higher
- 2013: Lovesong
- 2013: Smile
- 2014: Saturday Night at the Movies
- 2014: Superstar
- 2014: Can’t Take My Eyes Off You
- 2015: Something Good
- 2015: Sweet Soul Music
- 2017: Beauty and the Beast
- 2018: Say a Little Prayer
- 2018: Stand Up
- 2019: September
- 2019: Dancing on the Ceiling
- 2019: Celebration